# Kaolack
Kaolack (wolof: Kawlax) è una città portuale tra le più importanti del Senegal. Dista 189 km a sud-est dalla capitale Dakar. La città è collegata alla rete della Associazione internazionale dei sindaci francofoni (AMF).

## Geografia fisica
Kaolack è il capoluogo dell'omonima della regione Kaolack. La città sorge sulla riva nord del fiume Saloum a circa 100 km dalla sua foce, su un terreno arido e secco. Le città vicine sono Gossas 38 km a nord e Koutal 5 km a sud.
I suoi quartieri, sono: 
- Lewna (Léona in francese), che comprende gran parte del centro della città; dove si trova Lewna Ñaseen (Leona Niassène in francese), la sede della succursale del islamica Tijani ordine fondato nel 1910 da Allaaji Abdulaay Nas dopo il suo esilio in Gambia.
- Jaleñ (Dialègne in francese), quartiere che si trova tra Lewna Ñaseen e Medina Mbàbba.
- Medina Mbàbba (Médina Mbaba in francese), chiamato anche " Medina I", dal nome di Baabakar Njaay, soprannominato in serer Mbàbba Njaay (era capo del villaggio quando il quartiere fu incorporato con il resto della città).
- Medina Baay (Médina Baye in francese), chiamato anche "Medina II", sul bordo nord-est della città. È il centro della Ibrāhīmiiya ramo della Tijani (ordine fondato nel 1930 dal figlio di Nas Allaaji Abdulaay, Ibrayima Nas, noto per i suoi seguaci come "Baay" che significa "Padre" in wolof).
- Saam (Sam in francese), è un quartiere situato a ovest di Medina Baay e a nord della città, fondato da Ibrayima Nas. Inizialmente era stato designato come frutteto per i discepoli di Ibrayima Nas, ma dal 1970 gli alberi sono stati sostituiti da case.
- Ndoorong (Ndorong in francese), a ovest di Saam, fondato da Bashiru Mbàkke Murid ei suoi discepoli.
- Coofog (Thiofoke in francese), a nord di Saam, esisteva prima di Kaolack era un villaggio governato dalla dinastia Gelwaar.

## Storia
In principio l'area dove sorge oggi la città, sulla riva destra del fiume Saloum, di fronte all'isola di Kouyong, era un luogo di ritrovo di molti mercanti che si radunavano vicino ad un albero sacro per dare origine a un mercato. Nei primi anni del XVI secolo, divenne capitale del regno di Saloum. Nel XVII e XVIII secolo, nel territorio si trovavano una serie di villaggi di tribù diverse. In particolare ricordiamo Kaolack che era a 8 km dalla foce del fiume, ed era stata fondata da due principesse. Un altro, era Kahone Maka, abitato da musulmani e gestito da religiosi che praticavano riti e cerimonie sulle sponde del fiume e vicino a baobab. Nei primi anni XIX secolo, l'intero fiume Saloum cadde sotto la dominazione francese, che impose nuove leggi ed esercitò il commercio di schiavi. Nella fascia di territorio dove oggi c'è Kaolack i francesi costruirono il forte Kaolack Pinet Laprade, che fu attaccato ripetutamente delle tribu locali. I francesi fondarono la città nel 1860, e iniziarono la lavorazione a livello industriale di arachidi. Nel 1911 viene completata la linea ferroviaria Dakar-Niger, provocando al mercato di arachidi un'elevata produzione.
Alla fine del XX secolo, la città è stata un importante centro dell'ordine di Tijaniyyah. Per questo nel 1910 fu realizzata una moschea nel quartiere Lewna. Una seconda moschea fu aperta nei primi anni del 1930 a Medina Baay.

## Popolazione
Attualmente la popolazione ha raggiunto circa 200.000 abitanti. Il quartiere Medina Baye è da considerare uno dei pochi luoghi in Senegal dove si possono incontrare persone provenienti da più di 25 paesi differenti, molti arrivano da altre nazioni africane, ma non mancano europei e anche americani giunti per studiare il Corano, il Sufismo e il Tidjania. L'aumento demografico in questa città è stato agevolato dalla presenza del porto e dalla linea ferroviaria Dakar-Niger. Stime demografiche ufficiali raccolte nei seguenti anni:
- nel 1925 - 5.600 abitanti;
- nel 1934 - 44.000 abitanti;
- nel 1988 - 150.961 abitanti;
- nel 2002 - 172.305 abitanti;
- nel 2007 - 185.976 abitanti.

## Economia
La città è stata costruita su un sito caratterizzato da un'alta ritenzione di sale. La società si è specializzata nello sfruttamento del sale, creando delle saline sulla sponda opposta a dove sorge Kaolack. La città è da lungo tempo una delle più importanti del Senegal poiché vengano lavorati gli arachidi. Vi è una grande produzione nel sobborgo di Lyndiane, di estrazione di olio di arachidi, che viene esportato per il 90%. Lo smercio di questi prodotti principali è controllato dal monopolio della regione ed è favorito anche dalla presenza del porto e dalla linea ferroviaria.

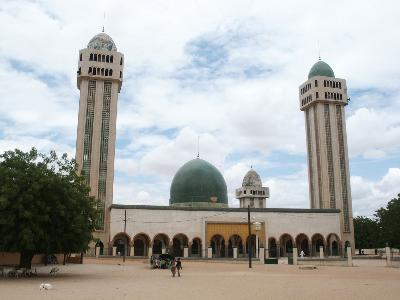
La moschea di Medina Baay

## Società

### Religione
Kaolack è il luogo di nascita di Marabout Baye Niass la causa della fratellanza musulmana di Tidjane, che attrae molti seguaci nella regione. La grande moschea di Kaolack realizzata nel 1910, è una delle più belle del paese. Ogni anno, in occasione della celebrazione della nascita di Maometto, la città di Kaolack vede un grande afflusso di fedeli. La Confraternita ha costruito molte infrastrutture come molte scuole ma anche una clinica e una farmacia. Il Tijaniyyah di Madina Baye è un'istituzione internazionale con seguaci in molte città, tra cui Kano in Nigeria, e a Chicago nell'Illinois.
Entrando nella città, provenendo da ovest, si trova una grande vistosa con pareti bianche e porte e tetti azzurri, completamente abbandonata. Si tratta di una moschea, finanziata con soldi sporchi da un milionario senegalese; e per questo i fedeli non hanno ritenuto opportuno frequentare tale moschea.
Sono presenti 18 parrocchie appartenenti alla diocesi di Kaolack, sede della Chiesa cattolica suffraganea dell'arcidiocesi di Dakar.

## Amministrazione

### Gemellaggi
- Mérignac
- Aosta
- Memphis